# Adolf Hrstka

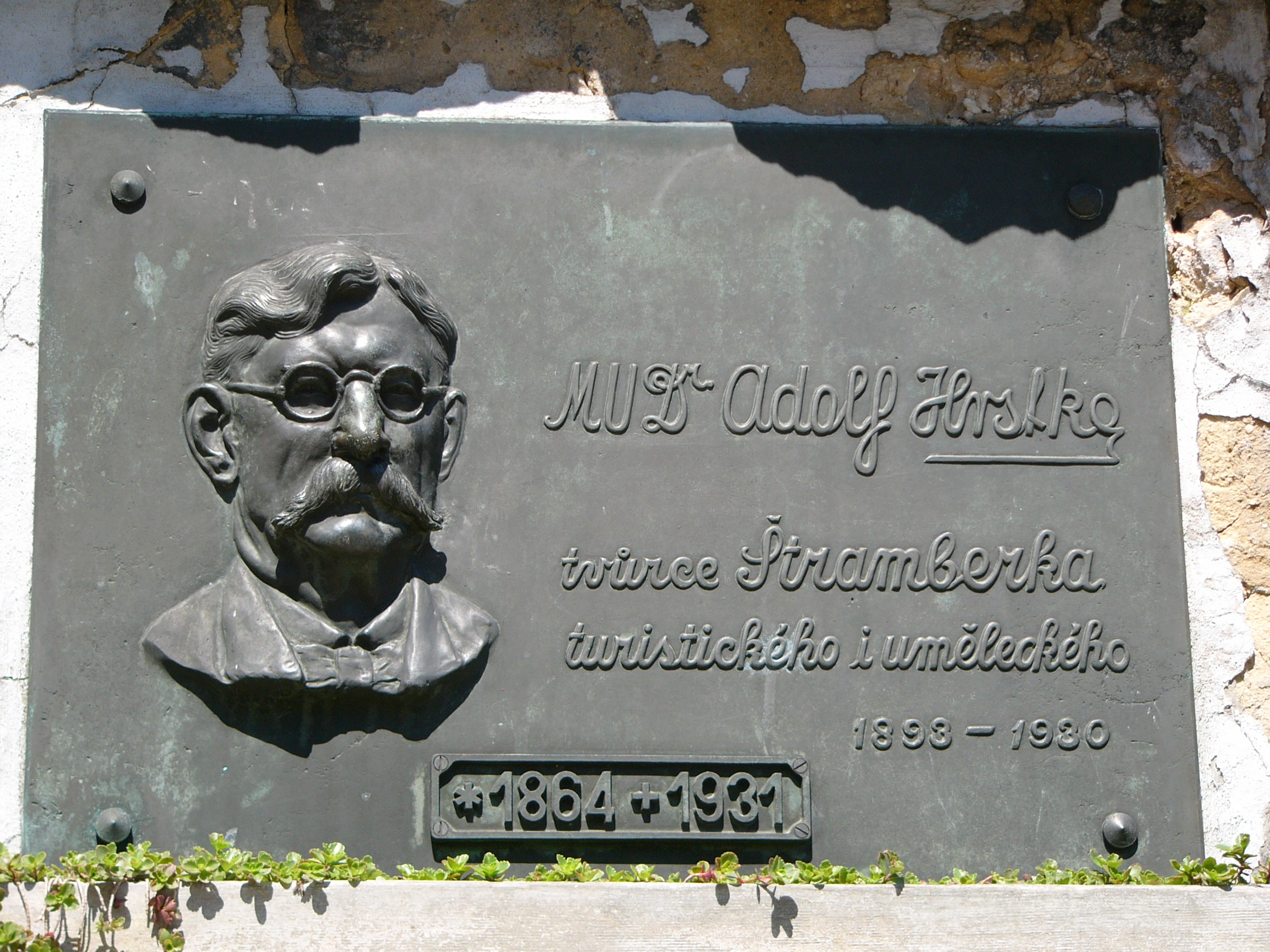
Adolf Hrstka – pamětní deska ve Štramberku od sochaře Františka Juraně byla odhalena v r. 1938

Adolf Hrstka (7. března 1864 Klešice – 19. května 1931 Moravská Ostrava) byl český lékař a vlastivědný pracovník.

## Život
Narodil se v Klešicích 27 v rodině hospodského Jana Hrstky. V letech 1884–1893 studoval na Karlově Univerzitě medicínu a následně působil ve Štramberku, nejprve jako obvodní lékař (od 1. listopadu 1893), později byl městským radním (od 18. listopadu 1897) a starostou (1907–1911). Od 1895 vedl místní pobočku Klubu českých turistů, která se významnou měrou podílela na záchraně pozůstatků štramberského hradu. Podílel se na činnosti a vzniku (19. května 1899) Musejní a průmyslové jednoty ve Štramberku, které daroval sbírku zkamenělin. 3. května 1899 na jeho podnět vznikla štramberská jednota Sokol. Díky jeho působení byly uspořádány ve štramberské „nové škole“ umělecké výstavy. Od roku 1919 usiloval o vybudování Národního sadu – městského parku na vrchu Kotouč s galerií soch a jeskyní Šipkou.
Získal i čestné občanství města Kopřivnice.
S ženou Marii roz. Baarovou (nar. 23. října 1877), pocházející se staré štramberské rodiny, se oženil roku 1895 a měli spolu tři syny. Jeho žena Marie byla mladší sestra spisovatele Zdeňka Bára.
- Syn Oldřich (nar. 12. června 1896) se stal bankovním úředníkem, 27. května 1943 byl popraven za odbojovou činnost v Obraně národa. (zajímavost: Jeho vilu postavili architekti bratři Šlapetové hned nad Liskovou vilou ve Slezské Ostravě.)
- Syn Břetislav (nar. 21. prosince 1900) byl herec.
- Syn Jaromír (nar. 13. ledna 1910) zemřel v devatenácti letech na tuberkulózu.

Adolf Hrstka zemřel v Moravské Ostravě u svého nejstaršího syna Oldřicha, jeho hrob je na štramberském hřbitově, kde byla 25. května 1931 uložena urna s popelem za účasti velkého zástupu (cca 5 000 lidí ).
„…prapory národních barev vlály z Trúby, ze škol i soukromých domů, všechna pouliční světla hořela, za okny chalup plály rozžehnuté svíce. Všechny spolky, Sokolové, Orli, DTJ, hasiči ve slavnostních krojích a s prapory, žáci a učitelstvo obou škol a všichni občané štramberští jej provázeli na poslední cestě. Žádný z bývalých pánu Štramberka nebyl pochován s takovou úctou jako dr. Hrstka. On, který byl jeho objevitelem a vtiskl mu navždy pečeť krásy, které vždy tak rád sloužil. Ano, on, který byl za svého života skutečným pánem Štramberka, pánem všemi milovaným …“